# TT384
Le tombeau thébain TT 384 est situé à Cheikh Abd el-Gournah, dans la nécropole thébaine, sur la rive ouest du Nil, en face de Louxor.
C'est le lieu de sépulture de Nebmehyt, prêtre d'Amon au Ramesséum, qui a vécu pendant la XIXe dynastie. 